# Paracyclois
Paracyclois is een geslacht van kreeftachtigen uit de klasse van de Malacostraca (hogere kreeftachtigen).
De wetenschappelijke naam van het geslacht is voor het eerst geldig gepubliceerd door Edward John Miers in 1886, samen met de beschrijving van de typesoort Paracyclois milneedwardsii, die werd ontdekt op de Challenger-expeditie (1873-76) nabij de Admiraliteitseilanden.

## Soorten
- Paracyclois atlantis Chace, 1939
- Paracyclois milneedwardsii Miers, 1886